# Inthaeron
Genre
Inthaeron est un genre d'araignées aranéomorphes de la famille des Cithaeronidae.

## Distribution
Les espèces de ce genre sont endémiques d'Inde.

## Liste des espèces
Selon World Spider Catalog (version 23.0, 11/04/2022) :
- Inthaeron longipes (Gravely, 1931)
- Inthaeron rossi Platnick, 1991

## Systématique et taxinomie
Ce genre a été décrit par Platnick en 1991 dans les Cithaeronidae.

## Publication originale
- Platnick, 1991 : « A revision of the ground spider family Cithaeronidae (Araneae, Gnaphosoidea). » American Museum Novitates, no 3018, p. 1-13 (texte intégral).